# Luis del Sol
Luis del Sol Cascajares (6. dubna 1935, Arcos de Jalón – 20. června 2021) byl španělský fotbalista. Nastupoval především na postu záložníka.
Se španělskou reprezentací vyhrál mistrovství Evropy roku 1964, byť na závěrečném turnaji nenastoupil. Hrál též na mistrovství světa 1962 a 1966. V národním týmu působil v letech 1960–1966 a nastoupil v 16 zápasech, v nichž vstřelil 3 branky.
S Realem Madrid vyhrál Pohár mistrů evropských zemí 1959/60 a následně i Interkontinentální pohár. Dvakrát se s Madridem stal mistrem Španělska (1960/61, 1961/62) a jednou získal španělský pohár (1961/62). S Juventusem Turín se stal mistrem Itálie (1966/67) a získal italský pohár (1964/65).